# Michael Willett
Michael James Mansel Willet (* 11. září 1989, Fresno, Kalifornie, Spojené státy americké) je americký herec a muzikant. Nejvíce se proslavil rolí Lionela v televizním seriálu Tara a její svět a rolí Tannera ve filmu G.B.F. V roce 2014 získal jednu z hlavních rolí v seriálu televizní stanice MTV Předstírání.

## Životopis
Michael vyrostl ve Fresnu v Kalifornii a navštěvoval Clovis West High School.

## Kariéra
Jeho první rolí byla role Billyho v televizním seriálu Joan z Arkádie v roce 2004. Dále se objevil v seriálech jako Beze stopy, Město žen a Borci z Blue Mountain State. V roce 2010 získal roli Lionela Trana v seriálu Tara a její svět. Objevil se v 16 epizodách. Jeho filmovým debutem je film z roku 2013 G.B.F. Film měl premiéru 14. ledna 2014. V roce 2014 získal jednu z hlavních rolí v seriálu televizní stanice MTV Předstírání.

## Osobní život
Michael je otevřený gay.

## Filmografie

### Televize
| Rok       | Název                       | Role         | Poznámky                        |
| --------- | --------------------------- | ------------ | ------------------------------- |
| 2004      | Joan z Arkádie              | Billy        | díl: „The Election“             |
| 2005      | Beze stopy                  | Aaron 2005   | díl: „The Bogie Man“            |
| 2010      | Město žen                   | Člen sboru   | díl: „Odhalení“                 |
| 2010      | Borci z Blue Mountain State | Joe Daniels  | díl: „Těhotenství“              |
| 2010–2011 | Tara a její svět            | Lionel Trane | 16 dílů                         |
| 2013      | Grow                        | Michael      | neprodaný televizní pilotní díl |
| 2014–2016 | Předstírání                 | Shane Harvey | Hlavní role, 38 dílů            |
| 2018      | Love Daily                  | Zack         | díl: „Love and Cheese“          |
| 2019      | Dolly Parton's Heartstings  | Cole Evans   | díl: „Two Doors Down“           |

### Film
| Rok  | Název                    | Role           | Poznámky |
| ---- | ------------------------ | -------------- | -------- |
| 2013 | G.B.F.                   | Tanner Daniels |          |
| 2013 | Paragon School for Girls | Violet         |          |
| 2016 | Vraždy pod maskou        | Rick           |          |